# Гат-Гор
Гат-Гор або Гор-Гат — давньоєгипетський фараон додинастичного періоду, який правив у Верхньому Єгипті наприкінці IV тисячоліття до н. е. та умовно належить до 0 династії.

## Життєпис
Відомий тільки завдяки написам на посудинах, знайдених у Тархані. Однак, читання й тлумачення його імені є невизначеним.

## См.також
- Список керівників держав 4 тисячоліття до н.е.